# Strategie
Strategie – Pismo dyrektorów finansowych jest jedynym pismem na polskim rynku prasy branżowej, którego odbiorcami są menadżerowie ds. finansów i dyrektorzy finansowi. Magazyn wydawany jest przez Nathusius Investments. Nakład pisma wynosi 10.200 egzemplarzy.

## Współpracownicy redakcji
Redakcja Strategii współpracuje z czołowymi specjalistami z sektora finansów, gospodarki i konsultingu. Swój wkład w kształt i zawartość merytoryczną pisma mają przedstawiciele Konfederacja Lewiatan (Rada Podatkowa), Stowarzyszenia Polskich Skarbników Korporacyjnych, Szkoła Główna Handlowa w Warszawie, Szkoła Biznesu Politechniki Warszawskiej, Deloitte, PricewaterhouseCoopers oraz Capgemini. Felietony na łamach magazynu publikują znani ekonomiści: Rafał Antczak i Witold Orłowski.

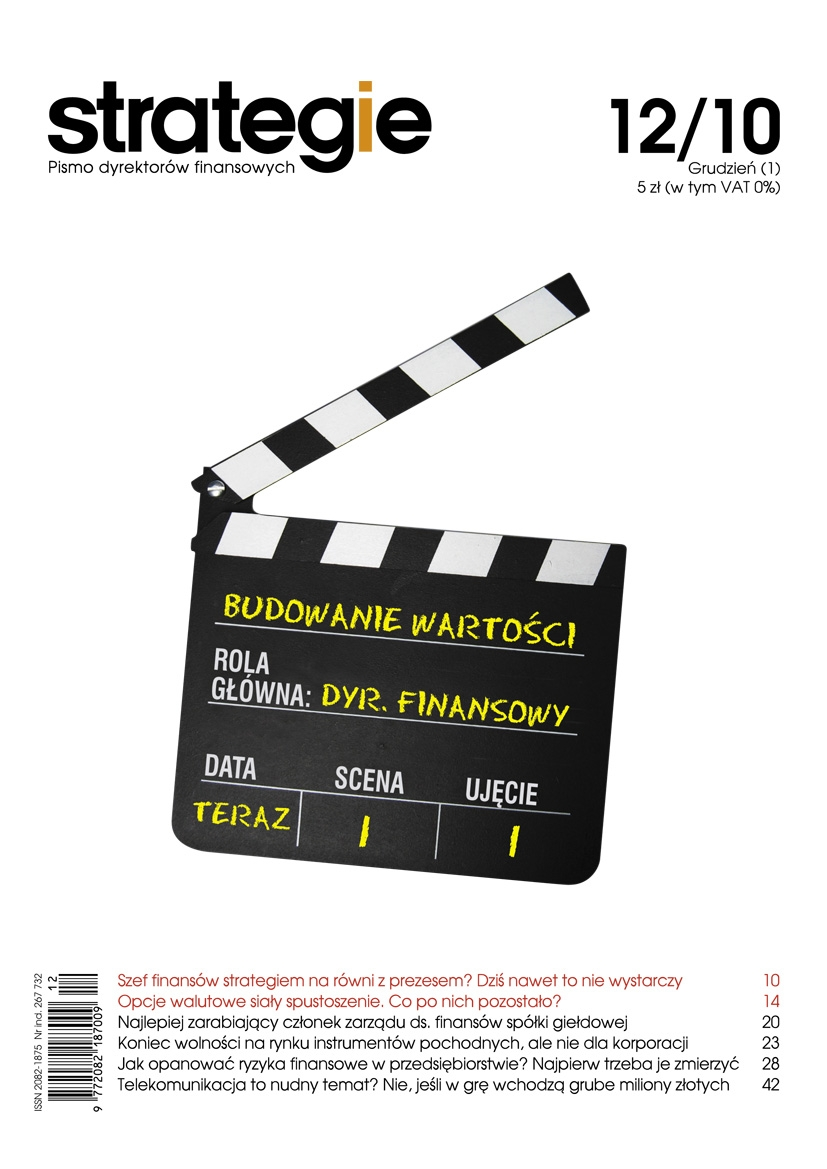
magazine cover, issue December 2010

## Czytelnicy i zawartość pisma
Grupą docelową pisma są menadżerowie odpowiedzialni za finanse (wiceprezesi ds. finansów, dyrektorzy finansowi, skarbnicy i główni kontrolerzy) z blisko trzydziestu tysięcy firm działających na terenie Polski, których roczny obrót przekracza dwadzieścia milionów złotych. Artykuły Strategii dotyczą przede wszystkim finansów korporacyjnych (zarządzanie ryzykiem gotówkowym, controlling, audyt, rachunkowość) oraz strategii przedsiębiorstw (IT, ryzyko inwestycyjne, outsourcing).

## Działania towarzyszące
Redakcja Strategii prowadzi szereg działań powiązanych z wydawaniem pisma. Na portalu biznesowym LinkedIn działa grupa Strategie – Społeczność Dyrektorów Finansowych. Jej główny cel to integracja środowiska dyrektorów finansowych pracujących w Polsce. W najważniejszych miastach kraju regularnie organizowane są spotkania dyrektorów finansowych, połączone z wystąpieniami prelegentów, specjalistów z dziedziny finansów korporacyjnych. Wydarzeniem związanym z działalnością magazynu Strategie jest ceremonia wręczenia nagród Galerii Chwały Polskiej Ekonomii.